# Groeve Blankenberg

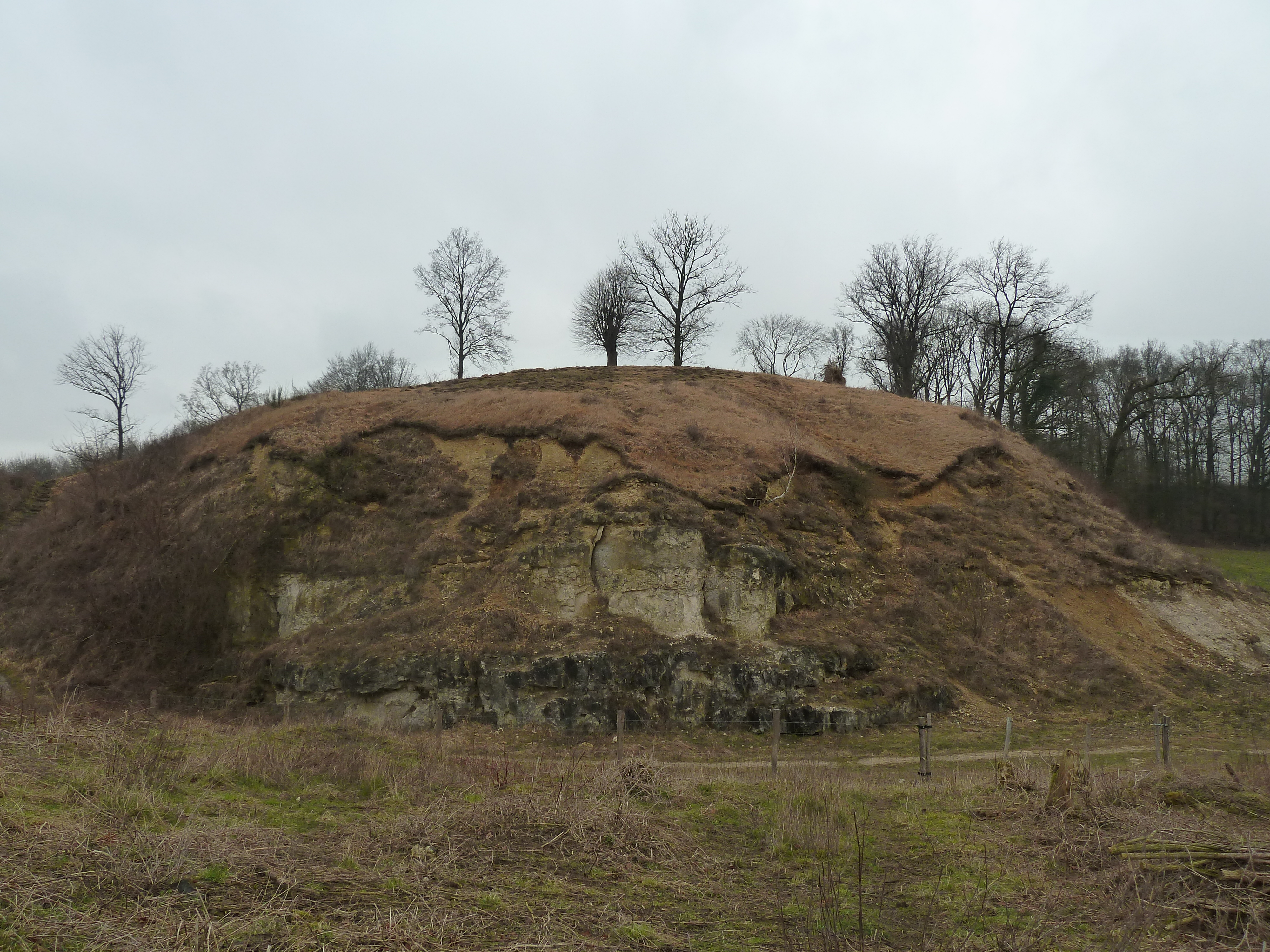
Wolfskop

Groeve Blankenberg of groeve Wolfskop is een groeve en geologisch monument ten zuidoosten van Cadier en Keer in de gemeente Eijsden-Margraten in de Nederlandse provincie Limburg. De groeve ligt ten zuiden van de provinciale weg 278 en ongeveer 600 meter oostelijker ligt Huis Blankenberg. Op ongeveer 600 meter naar het noordwesten ligt de Cadierdalgroeve IV en op ongeveer 750 meter naar het noordwesten de Cadierdalgroeve III.
In de groeve Blankenburg is een vuursteenbank zichtbaar die voor zover bekend de dikste ter wereld is. De heuvel boven de groeve is via een trap te beklimmen en vormt een onderdeel van het Plateau van Margraten. Vanaf de heuvel is er uitzicht over een asymmetrisch droogdal, de Blankenberggrub, die 300 meter westelijker uitkomt in de Termaardergrub.

## Geschiedenis
Tot 1946 werd er in de groeve Blankenberg vuursteen gewonnen die gebruikt werd om straatstenen te vervaardigen.

## Geologie
De groeve bestaat thans uit een verticale wand waarin verschillende lagen zichtbaar zijn die stammen uit het Krijt. Bovenaan begint de groeve met löss van het Laagpakket van Schimmert uit het Pleistoceen met daaronder gele kalksteen van de Formatie van Maastricht. Van deze formatie is het onderste deel ontsloten: het Kalksteen van Valkenburg. Tussen deze formatie en de daaronder gelegen formatie is de Horizont van Lichtenberg zichtbaar. Onder deze horizont ligt de Formatie van Gulpen, een kalksteenpakket dat grillige zwarte vuurstenen bevat. Van deze formatie is het Kalksteen van Lanaye zichtbaar in de groeve en de kalksteen heeft een grauwwitte kleur met duidelijke zwarte vuursteenknollen. Onderaan in de wand bevindt zich een vuursteenbank met een dikte van ongeveer 2,5 meter. Hij is voor zover bekend de dikste ter wereld en heeft een oppervlakte van meer dan acht vierkante kilometer. Deze vuursteenbank behoort tot het Kalksteen van Lanaye van de Formatie van Gulpen (Boven-Krijt). Mogelijk is deze vuursteenbank een combinatie van twee of vier vuursteenbanken.
Het kalksteen dat in deze groeve zichtbaar is, is ongeveer 65 tot 70 miljoen jaar geleden hier afgezet toen hier een tropische zee gelegen was. In deze zee leefden er kalkhoudende organismen, waaronder zee-egels, schelpdieren en eencelligen, die na hun dood op de zeebodem met hun kalkskeletten achterbleven. De opeenstapeling van deze kalkskeletten heeft voor dikke lagen kalksteen gezorgd.
Verder is er een geologische orgelpijp in de lagen te zien die opgevuld is met Maasgrind. Bovenop de helling werd door de Westmaas zand en Maasgrind afgezet uit het Laagpakket van St. Geertruid.

## Afbeeldingen

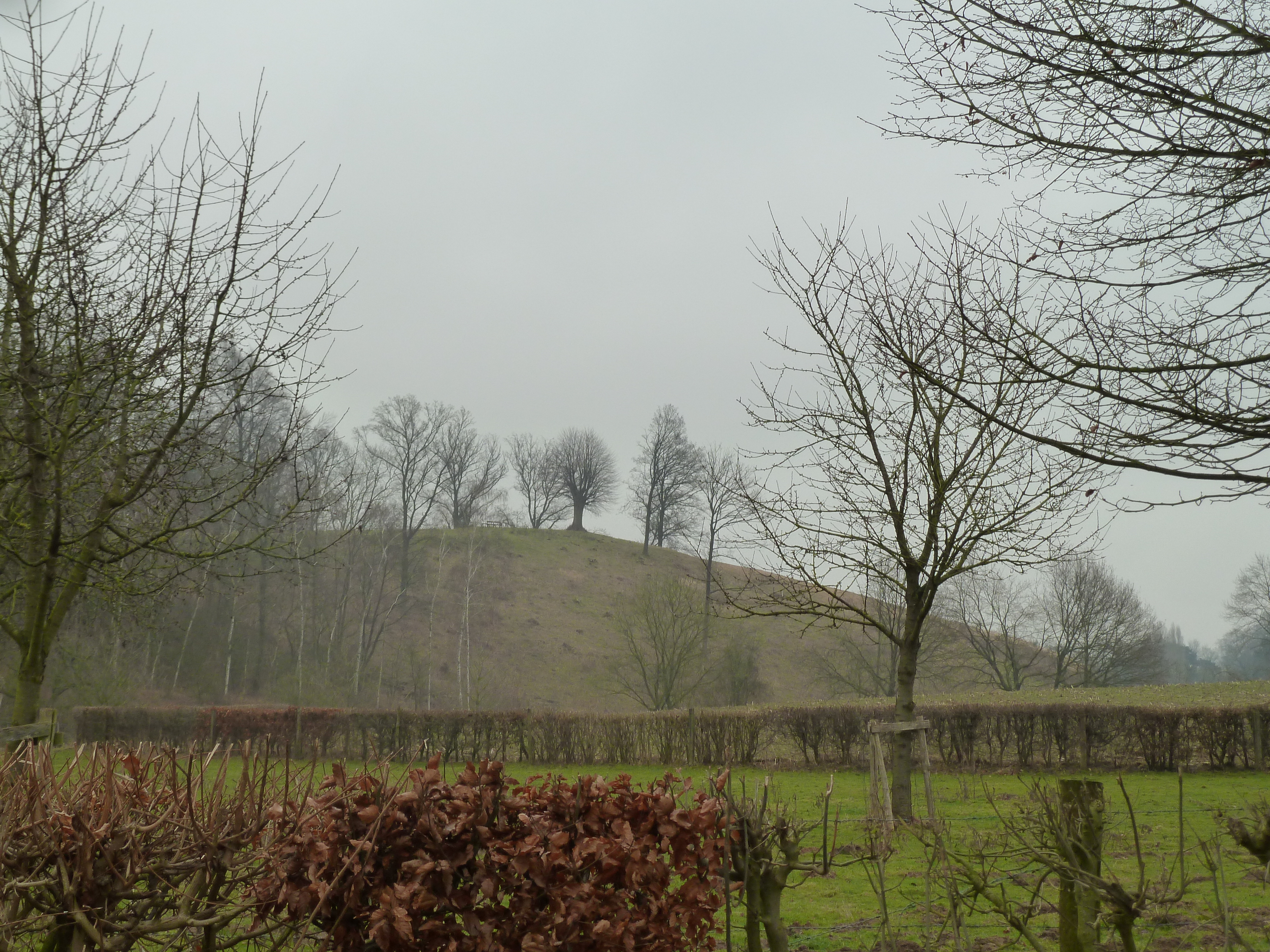
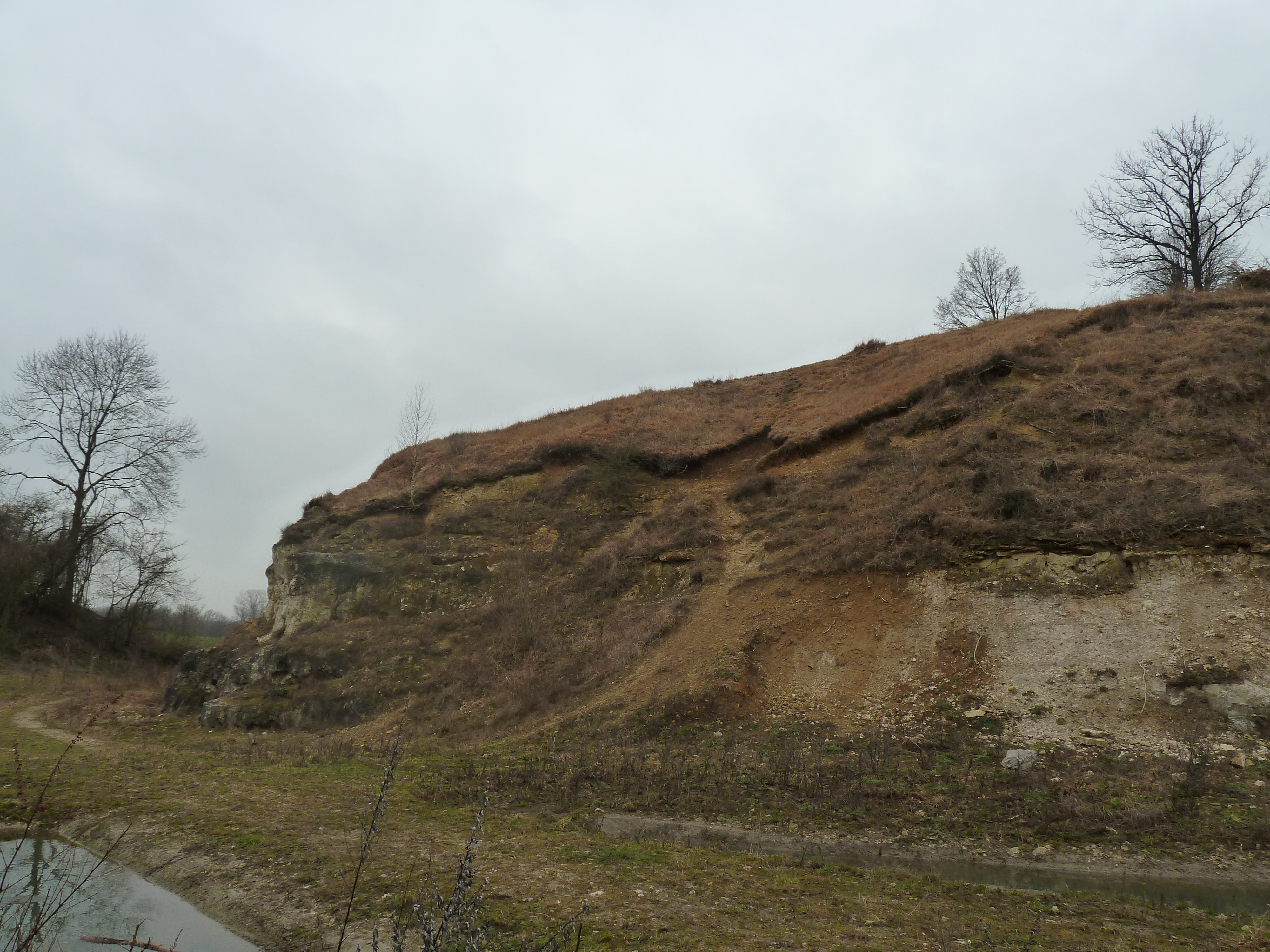
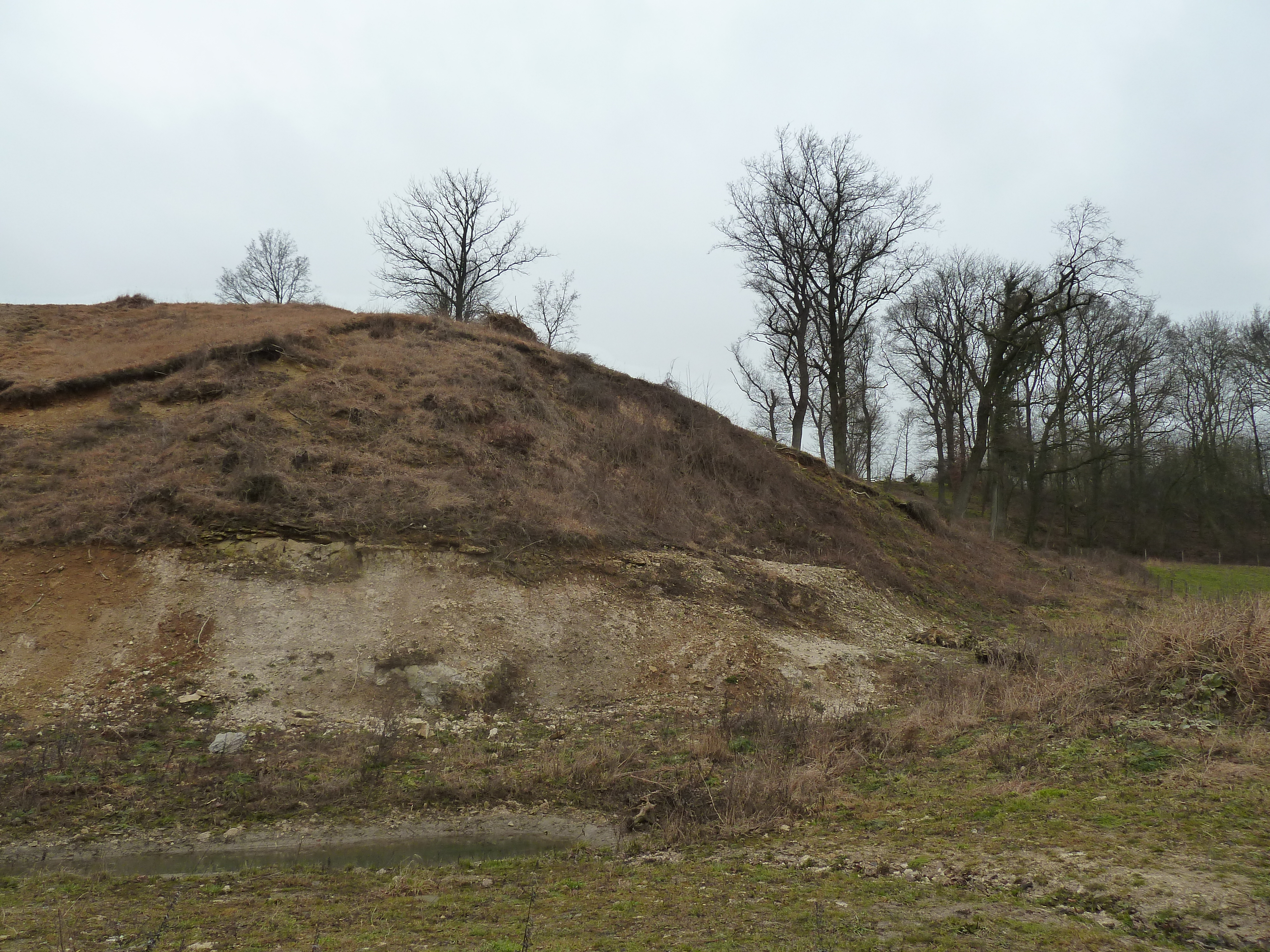
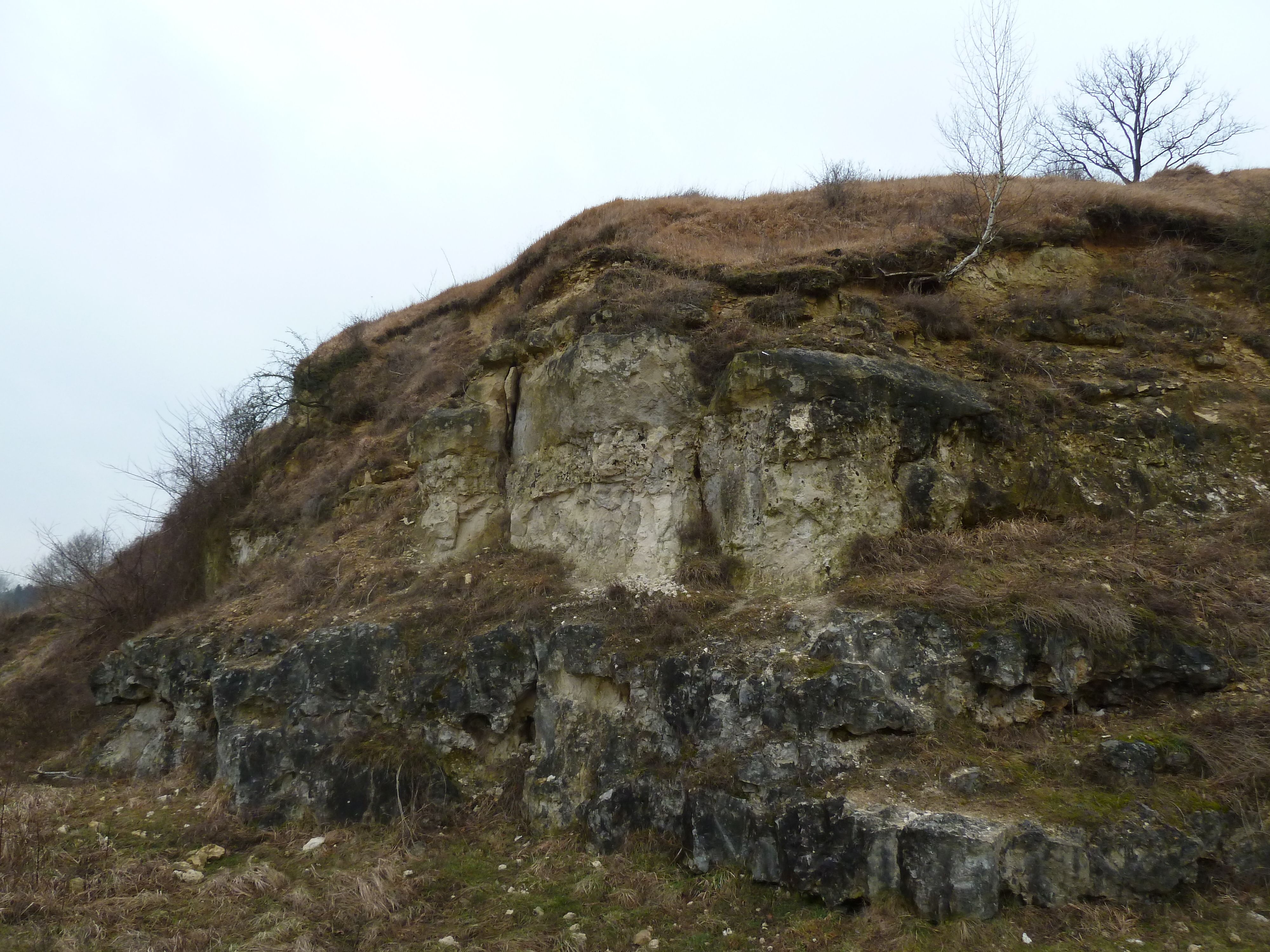

## Gebruik
Kalksteen uit de groeve is onder andere gebruikt in de Mariakapel in Cadier en Keer.